# ملعب غروندمان
ملعب غروندمان هو ملعب رياضي لكرة القدم في مدينة رامات هاشارون الإسرائيلية، يسع الملعب نحو 4,300 متفرج، وأنشئ الملعب سنة 1998 وتم تحديثه عام 2012.
سمي ملعب غروندمان نسبة للاعب كرة القدم السابق والمدرب ياكوف غروندمان، كما كان ياكوف مدربا للمنتخب الإسرائيلي لكرة القدم في ذلك الوقت..